# Safari Books Online
Safari Books Online LLCは、2001年7月に創業したディジタルライブラリーである。カリフォルニア州セバストポルに本社を置き、ボストンとサンフランシスコに事務所を持っている。
オライリーメディアとピアソンテクノロジーグループの合弁企業として創業した。
2014年に、オライリーメディアがピアソンの持分を取得し、Safari Books Onlineは、完全にオライリーメディアの傘下に入った。
Safariの主な製品は購読ベースのディジタルライブラリーである。これには、書籍やビデオ、短編（Short Cutsと呼ばれる）、執筆中の原稿（Rough Cutsと呼ばれる）の形態があり、オライリーメディアと、その他の出版社から提供されている。その他の出版社には、Addison-WesleyやPrentice Hall、Peachpit、John Wiley & Sons、Microsoft Press、Adobe Press、Cisco Press、Manning Publications、Packt、SAS Publishing、IBM Press、FT Press、Focal Pressが含まれる。
Safariは、個人と機関に向けて、様々な購読プランを用意している。
IEEE Computer Societyのような学会が、その会員の特典として購読費用の割引を提供している。